# Damernas hopp i gymnastik vid olympiska sommarspelen 1972
Damernas hopp i gymnastik vid olympiska sommarspelen 1972 avgjordes den 27-31 augusti i Olympiahalle, München.

## Medaljörer
| Gren          | Guld                   | Silver                    | Brons                               |
| Damernas hopp | Karin Janz Östtyskland | Erika Zuchold Östtyskland | Ljudmilla Turisjtjeva Sovjetunionen |

## Resultat

### Final
| Placering | Gymnast                     | C     | O     | Kval  | Final | Totalt |
| --------- | --------------------------- | ----- | ----- | ----- | ----- | ------ |
|           | Karin Janz (GDR)            | 9,450 | 9,800 | 9,625 | 9,900 | 19,525 |
|           | Erika Zuchold (GDR)         | 9,450 | 9,700 | 9,575 | 9,700 | 19,275 |
|           | Ljudmilla Turisjtjeva (URS) | 9,600 | 9,700 | 9,650 | 9,600 | 19,250 |
| 4         | Ljubov Burda (URS)          | 9,500 | 9,550 | 9,525 | 9,700 | 19,225 |
| 5         | Olga Korbut (URS)           | 9,450 | 9,600 | 9,525 | 9,650 | 19,175 |
| 6         | Tamara Lazakovitj (URS)     | 9,600 | 9,300 | 9,450 | 9,600 | 19,050 |